# Taxithelium sumatranum
Taxithelium sumatranum är en bladmossart som beskrevs av Brotherus 1908. Taxithelium sumatranum ingår i släktet Taxithelium och familjen Sematophyllaceae. Inga underarter finns listade i Catalogue of Life.